# Millit
Millit (ang. Mellit) – miasto w Sudanie, w prowincji Darfur Północny. Według danych na rok 2008 liczyło 50 165 mieszkańców.